# Dysdera longa
Dysdera longa es una especie de arañas araneomorfas de la familia Dysderidae.

## Distribución geográfica
Es endémica de Fuerteventura, en las Canarias orientales (España).